# Bryant Jennings
Bryant Jennings (* 25. September 1984 in Philadelphia, Pennsylvania) ist ein US-amerikanischer Schwergewichtsboxer.

## Boxkarriere
Als Amateur gewann Jennings 13 von 17 Kämpfen. Sein größter Erfolg war der zweite Platz bei den National Golden Gloves 2009. Sein Profidebüt gab er im Februar 2010.
Am 21. Januar 2012 besiegte Jennings den ungeschlagenen Maurice Byarm (13-0) im Kampf um den vakanten Meistertitel von Pennsylvania. Nach einem folgenden vorzeitigen Sieg gegen Sjarhej Ljachowitsch (25-4), gewann er am 16. Juni 2012 auch die US-amerikanische Meisterschaft der USBA durch Punktesieg gegen Steve Collins (25-1).
Anschließend folgten Siege gegen Chris Koval (25-9), Bowie Tupou (22-2), Andrei Fedossow (24-2), Artur Szpilka (16-0) und Mike Perez (20-0), womit er sich für einen WM-Kampf gegen Wladimir Klitschko qualifizierte. Diesen Kampf verlor er jedoch am 25. April 2015 im Madison Square Garden einstimmig nach Punkten. Acht Monate später verlor er auch vorzeitig gegen Luis Ortiz.